# نوگوشی
نوگوشی (به لاتین: Nogushi) یک منطقهٔ مسکونی در روسیه است که در باشقیرستان واقع شده‌است.